# Aegle lineata
Aegle lineata är en fjärilsart som beskrevs av Sukhareva 1978. Aegle lineata ingår i släktet Aegle och familjen nattflyn. Inga underarter finns listade i Catalogue of Life.